# Wild World (Cat Stevens)
Wild World è una canzone del cantante folk britannico Cat Stevens, terzo brano dell'album Tea for the Tillerman (1970). 

## Descrizione
La canzone fu scritta nel 1970, periodo durante il quale Stevens ebbe una relazione con Patti D'Arbanville, una modella statunitense, che fu per il cantante fonte di ispirazione per questo brano e per Lady D'Arbanville, contenuta nel terzo album del cantante.
Pubblicato come singolo nel tardo 1970, il brano rappresentò il primo grande successo in classifica per Cat Stevens, arrivando alla posizione n° 11 della Billboard Hot 100 negli Stati Uniti.

## Cover
La canzone è stata reinterpretata da diversi artisti; di queste le più famose:
- La prima cover della canzone, ad opera di Jimmy Cliff, fu commercializzata qualche mese prima dell'originale di Stevens, arrivando alla posizione n° 8 nella Official Singles Chart;
- Segue la cover di Maxi Priest del 1988, in chiave reggae; anche questa versione entra in classifica alla posizione n° 25 della Official Singles Chart;
- Nel 1993 ne fecero una cover i Mr. Big, che venne inserita nell'album Bump Ahead;
- Nel 2007 ne fece una versione parte del cast della serie televisiva britannica Skins. A cantare è Mike Bailey (Sid Jenkins) con Nicholas Hoult (Tony Stonem), Joe Dempsie (Chris Miles) e Siwan Morris (Angie) ed è stata fatta per l'episodio Finale della prima stagione. La versione per il CD Skins: the Soundtrack è ricantata e non ha la voce di Siwan Morris.

Inoltre l'intero album Tea for the Tillerman fu completamente rimasterizzato nel 2008, includendo la demo originale di Wild World.